# ヨハン石
ヨハン石(Johannite)は、希少なウラン硫酸塩鉱物である。化学組成はCu[UO2(OH)SO4]2·8H2Oである。三斜晶系に結晶化し、小さな柱状結晶か板状結晶となり、顆粒状か球状集合体、または風解皮膜を形成する。色は、エメラルドグリーンからアップルグリーンで、条痕の色は淡い緑色である。
強い放射性を持つ鉱物で、活性の計算値は87,501,143 Bq/gである（比較として、天然カリウムは31.2 Bq/gである）。

## 語源と歴史
1830年にヴィルヘルム・カール・リッター・フォン・ハイディンガーが初めて記載し、w:Landesmuseum Joanneumの創設者であるオーストリア帝国皇族のヨハン・バプティスト・フォン・エスターライヒの名前に因んで命名された。

## 発生
ヨハン石は、他のウラン鉱物とともに、閃ウラン鉱の酸化の二次鉱物として形成する。
産出地は、アルゼンチン、チェコ共和国、フランス、ガボン、ドイツ、ギリシア、イタリア、スイス、イギリス、アメリカ合衆国等である。タイプ産地は、チェコ共和国ヤーヒモフのエリアス鉱山である。

## 結晶構造
空間群P1、格子定数a = 8.92 Å, b = 9.59 Å, c = 6.84 Å; α = 110°, β = 111.98°, γ = 100.3°の三斜晶系に結晶化する。1単位胞当たり1化学式単位である。

## 出展
1. ↑  Handbook of Mineralogy - Johannite
2. ↑  Mindat - Johannite
3. ↑  Webmineral - Johannite